# Westcoast-Hip-Hop
Der Westcoast-Hip-Hop ist ein Subgenre des Hip-Hop, der sich in den 1980er Jahren an der Westküste der USA entwickelte. Er wurde in den Anfängen maßgeblich etabliert von den aus Los Angeles stammenden Musikern wie N.W.A, Ice-T, Egyptian Lover und weiteren, die durch einen sehr eigenen Stil ein musikalisches Gegengewicht zum „klassischen“ Eastcoast-Hip-Hop aus New York City bildeten. Populäres Handzeichen ist das aus den Fingern geformte „W“, wobei die an den Spitzen übereinander gelegten Ring- und Mittelfinger die mittlere Spitze und kleiner und Zeigefinger die beiden äußeren Schenkel des Ws bilden.

## Geschichte

### Die Anfänge
Die Anfänge des Hip-Hop in Los Angeles bildeten auf der einen Seite frühe Gangsta-Rapper wie King Tee, Toddy Tee und Ice-T sowie Künstler wie World Class Wreckin’ Cru, Egyptian Lover und Arabian Prince, die einen Stil hervorbrachten, der Electro mit Rap kombinierte. Dieser Stil war als eingängige Tanzmusik konzipiert und wurde entsprechend von den meisten Musikern der Hip-Hop-Szene kritisiert. Es konnte sich jedoch auch im Mainstream nicht etablieren.
Der Hardcore-Gangsta-Rap aus Los Angeles wurde national bekannt durch erste Erfolge in der zweiten Hälfte der 1980er Jahre, etwa die Single Batterram (1985) von Toddy Tee oder die LP 6'n da Mornin' (1986) von Ice-T. Sein Nachfolgealbum Rhyme Pays (1987) wurde das erste Westcoast Album, das von den Kritikern ernsthaft wahrgenommen wurde und es verkaufte sich unerwartet gut. Das im gleichen Jahr erschienene Album N.W.A and the Posse der Band N.W.A verhalf dem Westcoast zu weiterem Erfolg, beschleunigte zugleich aber auch das Ableben des raplastigen Electros, der nicht mehr beachtet wurde.
1988 erschien N.W.As Erfolgsalbum Straight Outta Compton und damit der erste große Erfolg des Gangsta-Rap von der Westcoast. Das Album zeichnete sich durch bis dahin unbekannte Hardcoreelemente aus, die stark beeinflusst waren von Ice-T, Kid Frost und Cypress Hill, außerdem durch eingängige Musik im Stil von MC Hammer und Humoreinlagen wie bei Digital Underground. Die Mischung wurde ergänzt durch sparsame Beats und sehr offene und brutale Sozialkritik. Besonders der Song Fuck tha Police sorgte für Aufregung und Erfolg zugleich.

### Westcoast vs. Eastcoast
Für eine ausführlichere Darstellung siehe East Coast vs. West Coast
In den frühen 90ern zeichnete sich die amerikanische Hip-Hop-Szene durch eine starke Rivalität der Westcoast und des Eastcoast aus. N.W.A trennten sich und drei der Mitglieder starteten erfolgreiche Solokarrieren. Ice Cube führte den aggressiven Stil weiter, beeinflusst durch Public Enemy. Dr. Dre entwickelte mit seinem auf den P-Funk aufbauendem G-Funk einen neuen Stil, der sich in der Westcoastszene schnell durchsetzte. Sein Soloalbum The Chronic (1992) stellte den Karrierebeginn von späteren G-Funk-Künstlern wie Snoop Dogg und Warren G dar.
Der Hip-Hop-Krieg gipfelte in den Morden an den Rappern Tupac Shakur (Westcoast) und Notorious B.I.G. (Eastcoast). In der Folge wurde der Westcoast-Hip-Hop vor allem durch den Humor von Snoop Dogg, Coolio und anderen zunehmend bei weißen Zuhörern populär, an der Ostküste entstanden derweil der Wu-Tang Clan und Solokünstler wie Nas, die gegen die Pop-beeinflussten Erfolge von Puff Daddy und Bad Boy Entertainment ankämpften. Hip-Hop entwickelte sich in den späten 1990ern zunehmend auch in anderen Städten wie Atlanta, St. Louis, Detroit, Chicago und New Orleans, häufig mit sehr eigenen Sounds. Der Westcoast Hip-Hop blieb zwar gegenüber Superstars der Ostküste wie Jay-Z ein wenig zurück, blieb jedoch vor allem durch Ice Cube, Snoop Dogg und Dr. Dre sowie dem von Dre beeinflussten weißen Rapper Eminem populär.

## Beispiele für klassische LPs des Genres
- Eazy-E – Eazy-Duz-It (1988)
- N.W.A – Straight Outta Compton (1988)
- Ice Cube – AmeriKKKa’s Most Wanted (1990)
- Dr. Dre – The Chronic (1992)
- Snoop Doggy Dogg – Doggystyle (1993)
- Warren G – Regulate... G Funk Era (1994)
- Tha Dogg Pound – Dogg Food (1995)
- 2Pac – Me Against The World (1995)
- 2Pac – All Eyez on Me (1996)